# ヘンシェル

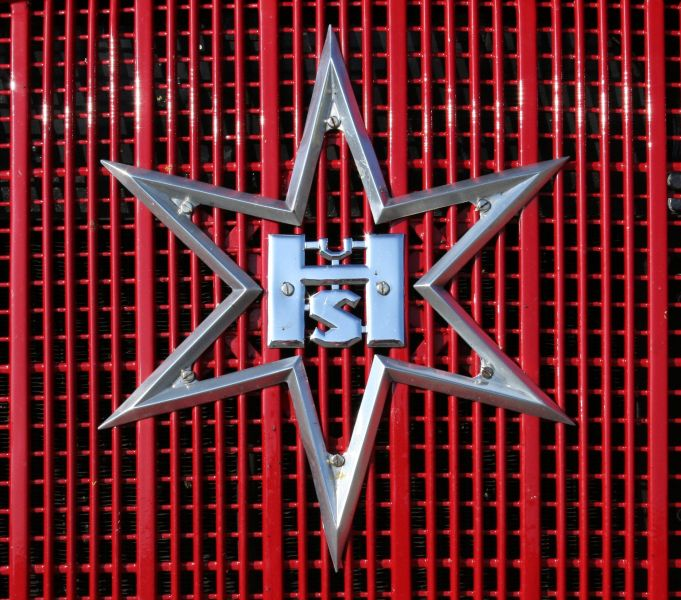
ヘンシェル・ウント・ゾーン社時代のロゴマーク

ヘンシェル（独: Henschel）は、ドイツ、カッセルで設立された機械・車両メーカーである。ヘンシェルはドイツの初期の蒸気機関車を製作し、一時期はヨーロッパで最も重要な機関車製造メーカであった。当初はヘンシェル・ウント・ゾーン（Henschel & Sohn）、1957年からヘンシェル・ヴェルケ（Henschel Werke）となった。1925年から1970年代まで、ヘンシェルはトラックやバスの製造でもドイツ有数のメーカであった。1933年から1945年までは、ヘンシェルはカッセルにおいて戦車を、ベルリンにおいて航空機とミサイルの製造を行っていた。この中には有名なティーガーI戦車も含まれる。

## 歴史

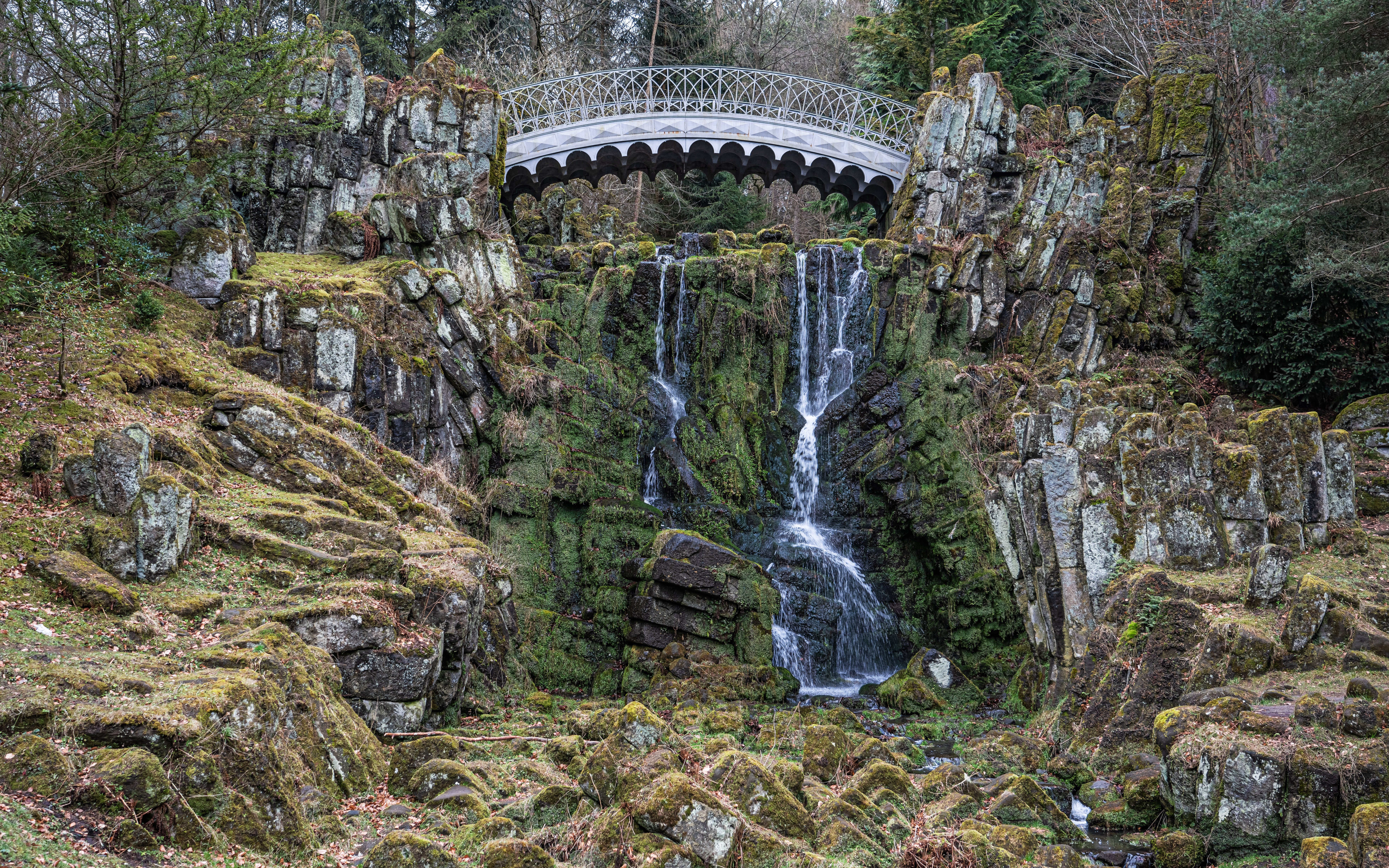
ヘンシェルが1826年に作ったヴィルヘルム山公園の「悪魔の橋」

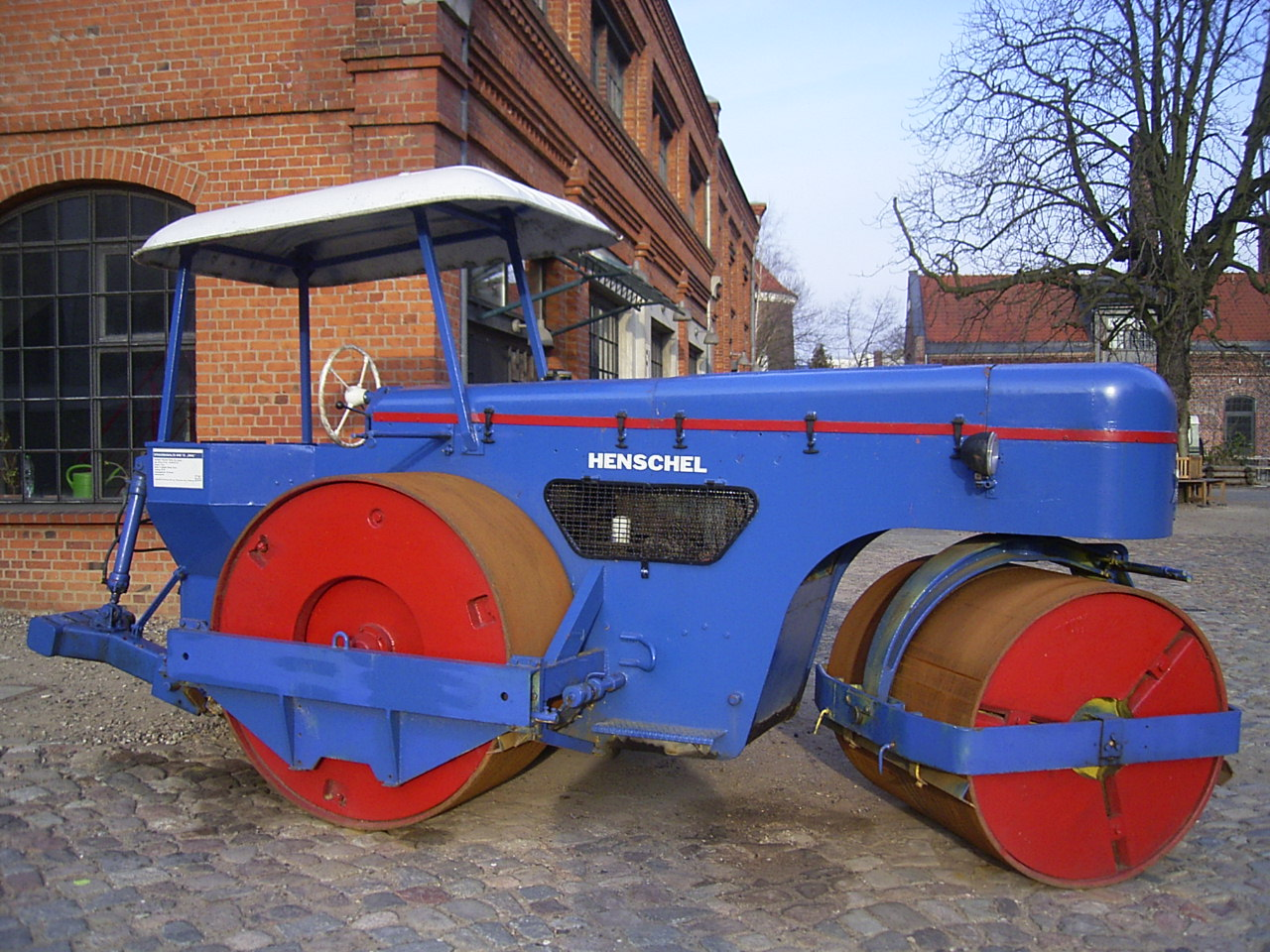
ヘンシェル製のロードローラー

### 19世紀の創業
1810年、ゲオルク・クリスティアン・カール・ヘンシェル（George Christian Carl Henschel）がカッセルにて、最初は鋳造工場としてヘンシェルを設立した。1816年に蒸気機関の製造を開始した。1837年には息子のカール・アントン・ヘンシェル（Carl Anton Henschel）が、現在のカッセル大学の位置に当たる、オランダ広場（Holländischen Platz）で第2工場を設立した。1848年7月29日、ヘンシェルが最初に製作した蒸気機関車が、1844年設立のフリードリヒ・ヴィルヘルムス・ノルト鉄道（Friedrich-Wilhelms-Nordbahn）に納入された。1848年8月、公式に45km/hまで出せるドラッヘ（Drache、竜の意）号が納入されている。

### 20世紀前半
1905年に最初の電気機関車を製造し、1910年には最初のガソリンエンジン機関車を製造している。ヘンシェルはボルジッヒと並んで、20世紀前半におけるドイツ最大規模の機関車製造メーカとなり、1920年に有限会社組織（GmbH）に移行した。ヘンシェル・アントリープステヒニク（Henschel Antriebstechnik、ヘンシェル動力技術）は中央工場（Werk Mittelfeld）で1918年にトランスミッションを製造開始している。その後しばらくの間にヘンシェルは、1928年にR.ヴォルフAG（R. Wolf AG）、1930年にはクルップの関連企業フリードリヒ・クルップAG（Friedrich Krupp AG）と折半出資でリンケ-ホフマン、1931年にはハノマーグと、次々に機関車製造事業を引き継いでいる。デイヴィッド・ブラウン社（David Brown Ltd.）からのライセンスを受けて、1933年には最初のウォームギヤを製造している。
1925年1月からヘンシェルは自動車分野に乗り出し、トラックやバスの製造も始めている。
1930年代半ばに、中に大きな "H" の入ったクロムめっきの六芒星が会社のロゴマークとして登場し、1960年代終わりまで自動車や産業用機関車に取り付けられていた。
第一次世界大戦中には、ヘンシェルは既に兵器の製造にも乗り出していた。また第二次世界大戦ではドイツの重要な兵器製造メーカであり、そのために空襲の大きな標的ともなり、工場はこれによりほぼ完全に破壊された。兵器製造業者であったという悪名があったため、1946年になってようやく連合軍から小型の産業用機関車の製造と、故障したトラックの修理を再開する許可を受けることができた。1948年からは大型の鉄道用機関車の製造を再開している。1961年、エスリンゲン機械工場（Maschinenfabrik Esslingen）のディーゼル機関車製造事業の一部を引き継いでいる。

### 20世紀後半
従来のヘンシェル・ウント・ゾーン（Henschel & Sohn GmbH）は、1957年にヘンシェル・ヴェルケGmbHと改称し、1962年には株式会社組織（AG）に移行して株式上場を計画した。1963年にはバスの製造事業から撤退した。1964年、ライニッシェ・シュタールヴェルケ（ラインシュタール Rheinische Stahlwerke、ライン鉄工所）が不明朗な経緯でヘンシェルの株式を取得し、1965年からは名称を変更してラインシュタール・ヘンシェルAG（Rheinstahl-Henschel AG）となった。それまでの大株主であり、以前にヘンシェルが重大な経営危機に陥り、立て直した時の経営者でもあったフリッツ＝オーレル・ゴエルゲン博士（Dr. Fritz-Aurel Goergen）は、その直前に逮捕された。保釈金を積んで釈放された、健康的・精神的に傷を負ったゴエルゲンは、彼の持ち株の大半を手放したいと説明した。 1971年に、ゴエルゲンに対する告発が根拠のないものであることが確定するまで、ヘンシェルは長い間他人の手に渡っていた。
1969年、クレックナー・フンボルト・ドゥーツAG（Klöckner-Humboldt-Deutz AG）からディーゼル機関車製造事業を引き継ぎ、またヘンシェルのトラック製造事業をハノマーグと共同で設立したハノマーグ・ヘンシェル（Hanomag-Henschel）に移管した。ハノマーグ・ヘンシェルは1974年にダイムラー・ベンツに売却され、その会社名は消滅した。
ラインシュタールは、1976年にアウグスト・ティッセン・ヒュッテAG（August Thyssen-Hütte AG、現在のティッセンクルップ）に吸収され、カッセルの機関車工場はティッセン・ヘンシェルと呼ばれるようになった。ただし、鉄道の機関車で伝統のあるヘンシェルの名前は維持された。1990年には、アセア・ブラウン・ボベリ（ABB）と合同で、マンハイムに本社を置くABBヘンシェルAGを設立した。1995年、ABBとダイムラー・ベンツは、ABBダイムラー・ベンツ・トランスポーテーション・アドトランツ（ABB Daimler Benz Transportation Adtranz）の名で交通事業セクションについて世界規模で協力した。この結果として1996年1月1日、車両メーカとしてのヘンシェルの名がついに消滅した。鉄道車両製造事業はアドトランツのものとなり、1999年にはダイムラークライスラーの100%子会社となった。2001年、ボンバルディア・トランスポーテーションがアドトランツを買収した。今日に至るまで、電気機関車とディーゼル機関車の多くはカッセルで製造され、改良されてきている。ドイツ鉄道向けには101型、145型、146型、185型などが製造されている。
カッセルのヘンシェル・ヴェルケの工場の一部は、今日ではティッセンクルップ・トランスラピッド（TKTR、Thyssen-Krupp Transarpid）に属しており、かつてヘンシェル・ヴェールテヒニク（Hensche-Wehrtechnik、ヘンシェル兵器技術）であった部門は1999年末からラインメタル・デテックAG（Rheimetall-DeTec AG）となっている。
2003年、カッセル・ローテンディットモールト（Kassel-Rothenditmold）のヴォルフハガー通り（Wolfhager Straße）のかつて工場があった場所に、ヘンシェル博物館が開設され、一般公開されている。

## 主要な製品

### 機関車

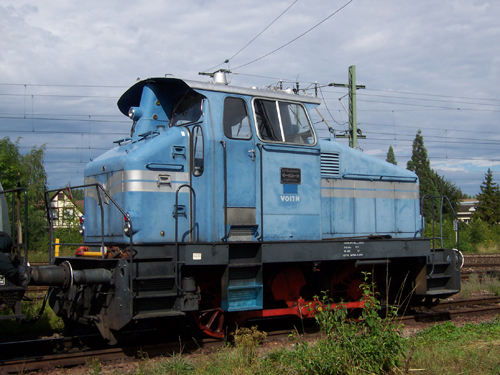
DH240型機関車
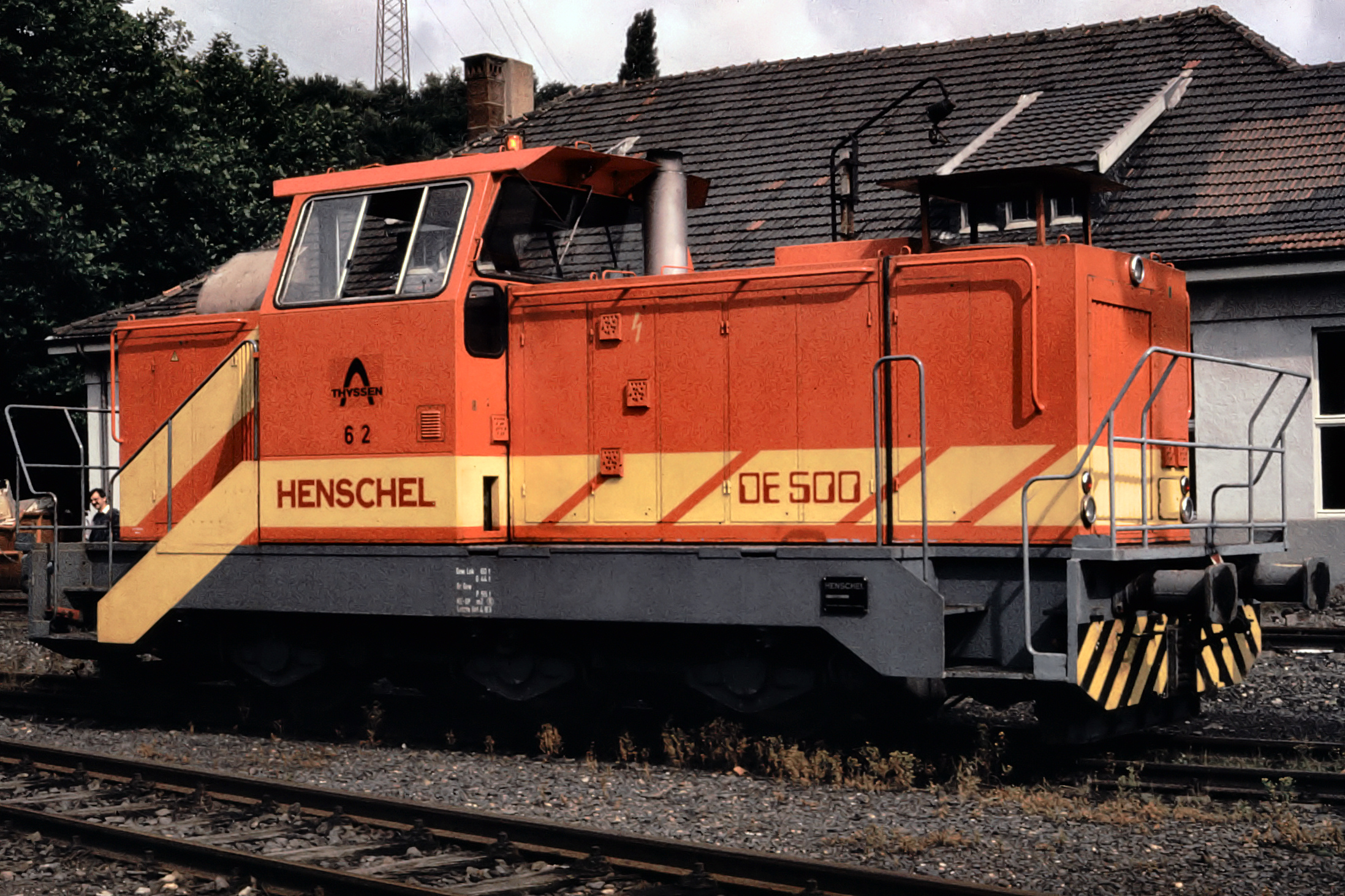
DE500C型機関車、ティッセンに納められたもの、ボフム・ダールハウゼン（Bochum-Dahlhausen）にて
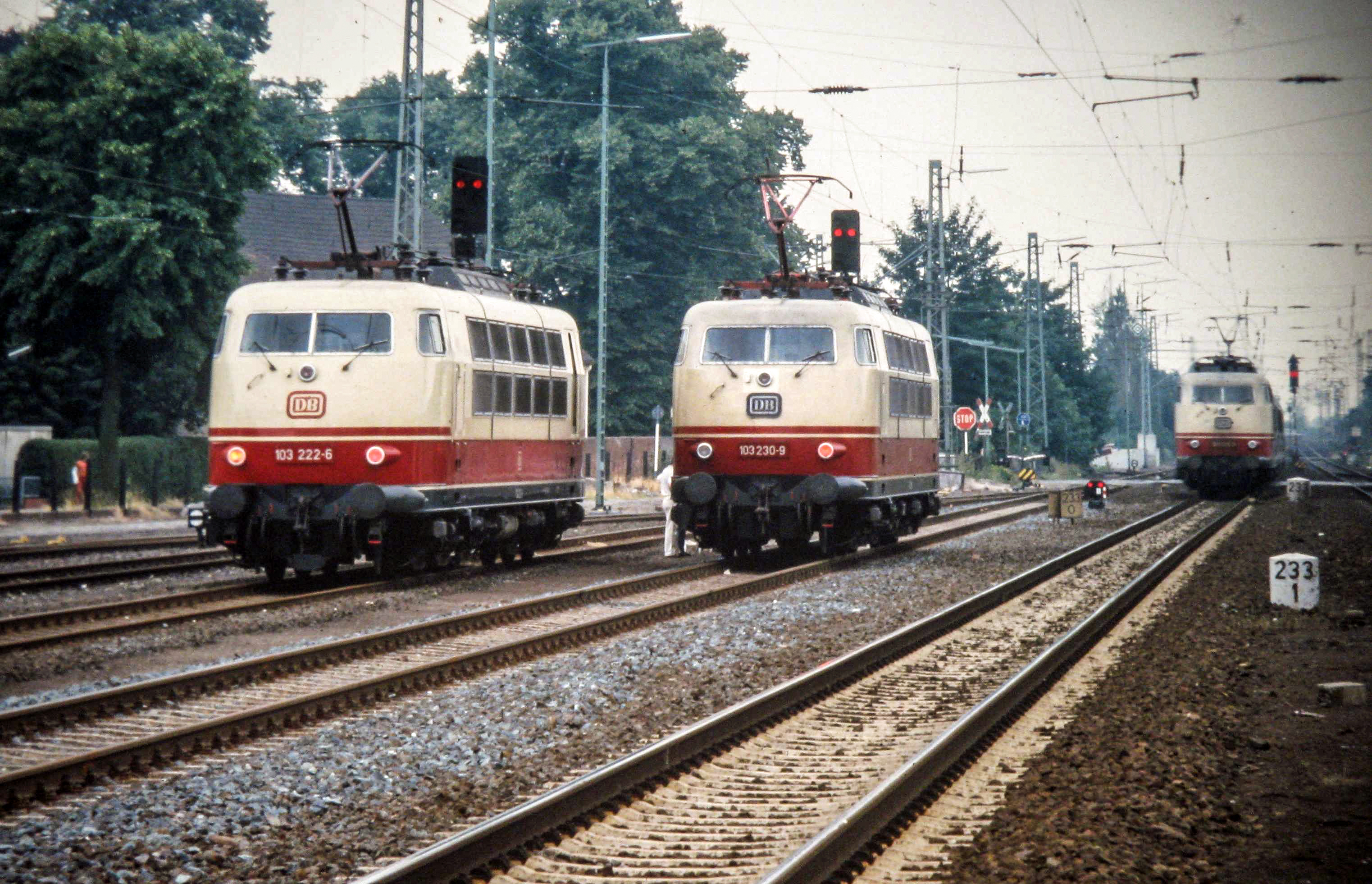
ブレーメンにてワインレッド・ベージュ塗装の103型、222-6と230-9、1984年
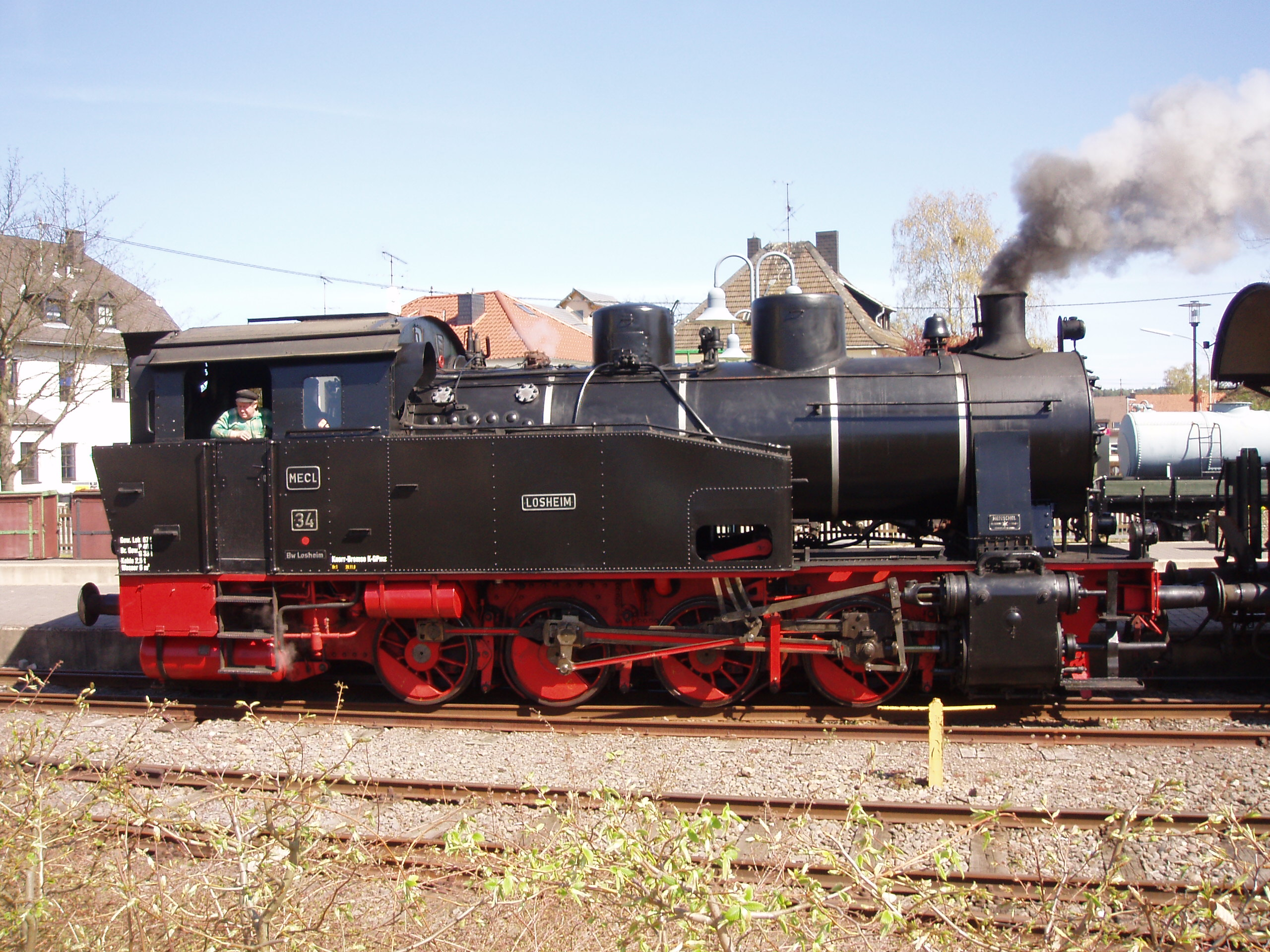
D600型蒸気機関車「ロスハイム」（Losheim）、1948年製造

ヘンシェルは、早い時期から蒸気機関車の開発と製造を手掛け、19世紀から蒸気機関車製造の終了までドイツを代表する蒸気機関車製造メーカであった。ヘンシェルはまた、コンデンサ（復水器）付き蒸気機関車やポペットバルブを使用した蒸気機関車など、特殊な蒸気機関車の開発・設計にも取り組んでいた。1905年には最初の電気機関車を製造した。1910年には機関車製造1万両に到達した。ヘンシェルは長年にわたり、シーメンス、AEG、クラウス＝マッファイ、ボルジッヒと並んで、ドイツ国有鉄道およびその後のドイツ連邦鉄道（現ドイツ鉄道）への主要な機関車供給メーカであった。
第二次世界大戦で大きな被害を受けたヘンシェルは戦後しばらくの間製造を再開できず、アメリカ陸軍輸送科の監視の下で戦争で破壊された機関車の修理をまず再開した。ヘンシェルが開発に関与し、製造した、連邦鉄道の代表的な機関車であるE03型（103型）は1960年代中盤から開発された。

### 商用車

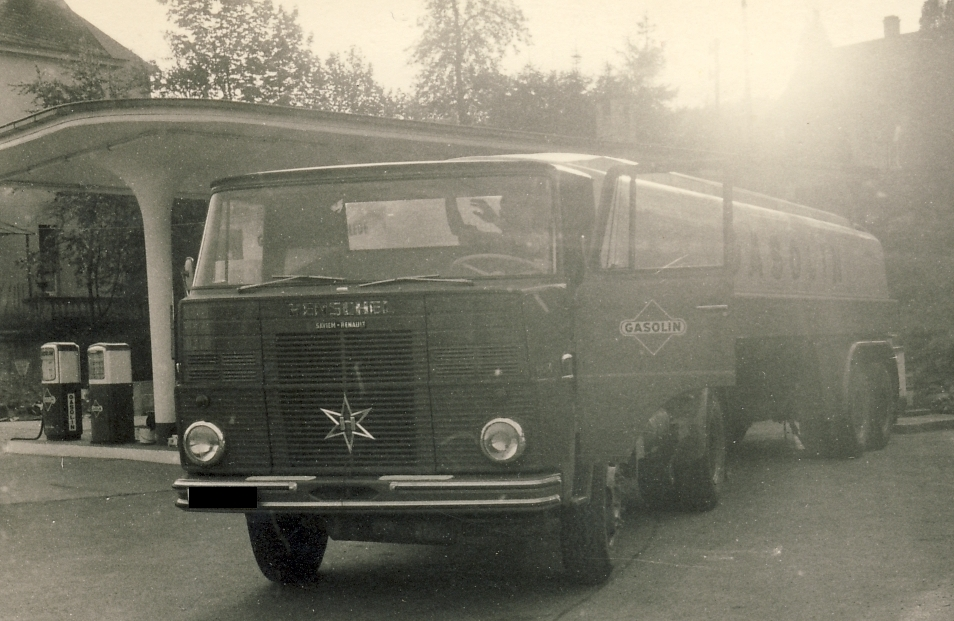
1960年代のヘンシェルのトラック

#### 第二次世界大戦前および戦中期
1920年代に世界的な経済の低迷が見られた時、ヘンシェルは機関車製造事業に依存しないためにもう1つの事業の柱を作ることを考えた。そこで、既にかなり市場が拡大していた商用車の製造に参入した。1925年、トラックとバスの製造を開始し、スイスのフランツ・ブロツィンツェヴィッツ社（Franz Brozincevic）からのライセンスを元に当初からかなり先進的な3トン・5トン車を約300両製造した。
翌年には、搭載されるガソリン、ディーゼルエンジンまでをも独自設計としたトラックとバスを開発している。1920年代終わりには、蒸気駆動のトラックと自動車、木炭ガス化駆動のバスなども実験されたが、どちらも少数の製造に留まった。1930年代初頭には、商用車のラインアップは2トン車から12トン車までとなった。1932年、技術者のフランツ・ラング（Franz Lang）の開発により、ヘンシェル・ラノヴァ（Henschel-Lanova）ディーゼルエンジンが登場した。このエンジンは、機関車・バスの製造の両方に使用された。このラノヴァ燃料噴射ポンプはヘンシェルのトラックに1960年代初めまで使用された。1930年代にはヘンシェルはトラックやバスの製造事業者としての地位を確立した。
装甲車に加えて、大型トラックもまた第二次世界大戦で使用された。

#### 第二次世界大戦後
1946年から、修理が完了した設備で、連合軍の許可を受けて老朽化したり戦争で破壊されたトラックの修理を再開した。後に、もともとガソリンエンジンを搭載していたアメリカの軍用トラックをかなりの数でヘンシェルのディーゼルエンジンに換装した。ヘンシェルの名前は連合軍側にとって、第二次世界大戦における兵器製造とあまりに強く結びついていたため、これらの事業は暫定的にヘッシア（Hessia）の名前で行われた。この名前はヘンシェルの本社がヘッセン州カッセルにあることから、ヘッセン（Hessen）から取られたものである。1948年にヘンシェルの名前に戻された。
これらの事業が1946年に許可されてから、緊急に必要とされていたかなりの数のトロリーバスの製造も再開された。1950年代にはヘンシェルは西ドイツにおける最大のトロリーバス製造メーカであった。この時期は、トラック用を元にバスのシャシを造り、他の会社が車体を架装してバスを造る例が頻繁に見られた。
1950年初め、他の競合事業者にかなり遅れてようやく独自のトラックが提案された。しかし復興のためにあらゆる車両が緊急に必要とされていてすぐに市場に受け入れられたため、この遅れは経営にとって致命的とはならなかった。まず、6.5トン積みヘンシェル HS140型が登場した。形式名は140馬力のエンジンを搭載していることに由来し、時代相応の長く細いボンネットに独立したフェンダーと前照灯を備えている。後に性能を向上させた姉妹モデルであるHS170型が170馬力で登場している。1953年から、より進歩した技術でキャブオーバー車が登場した。キャブオーバー型のふっくらした基本スタイルは1961年まで維持されている。

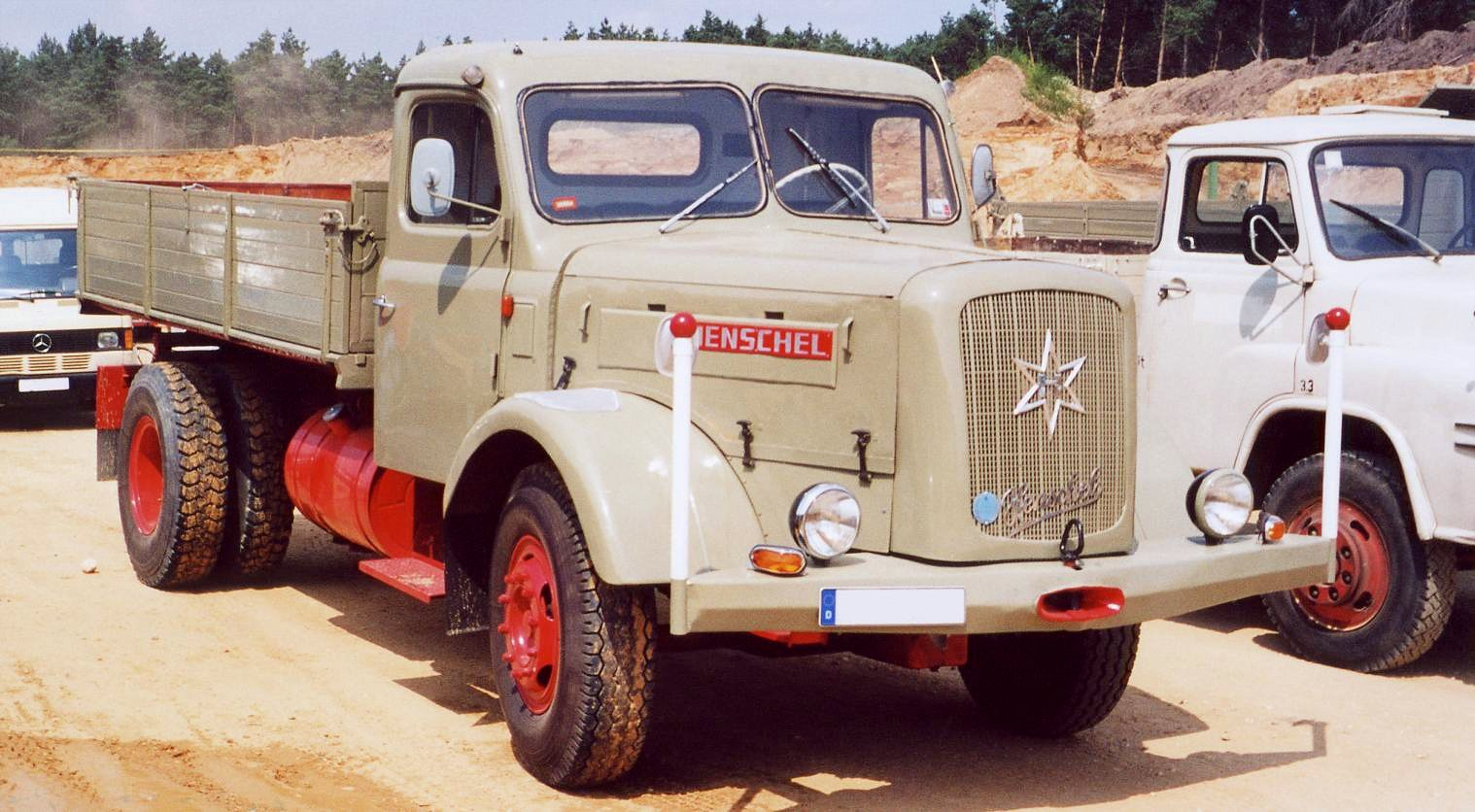
HS140K型
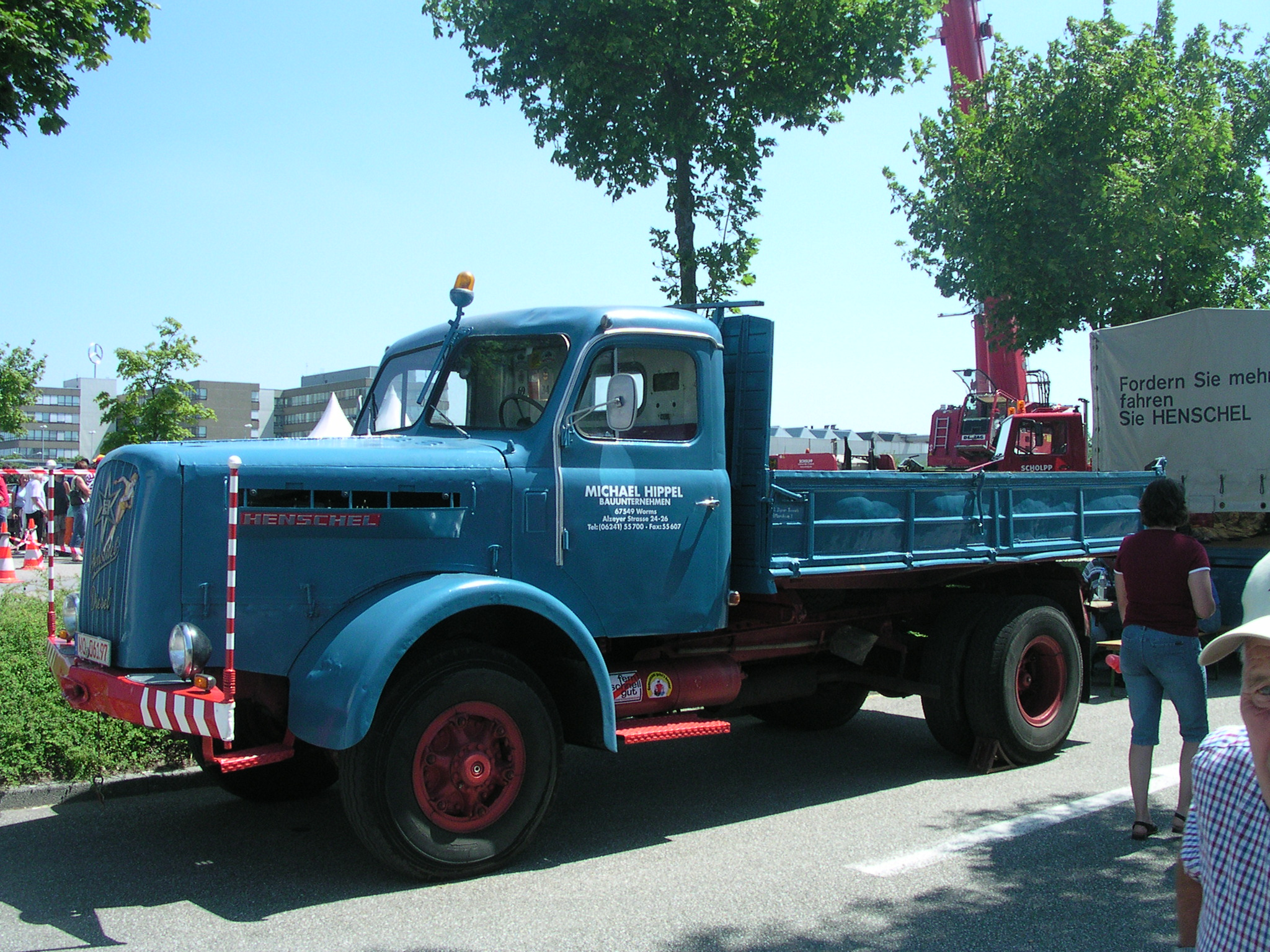
H140型
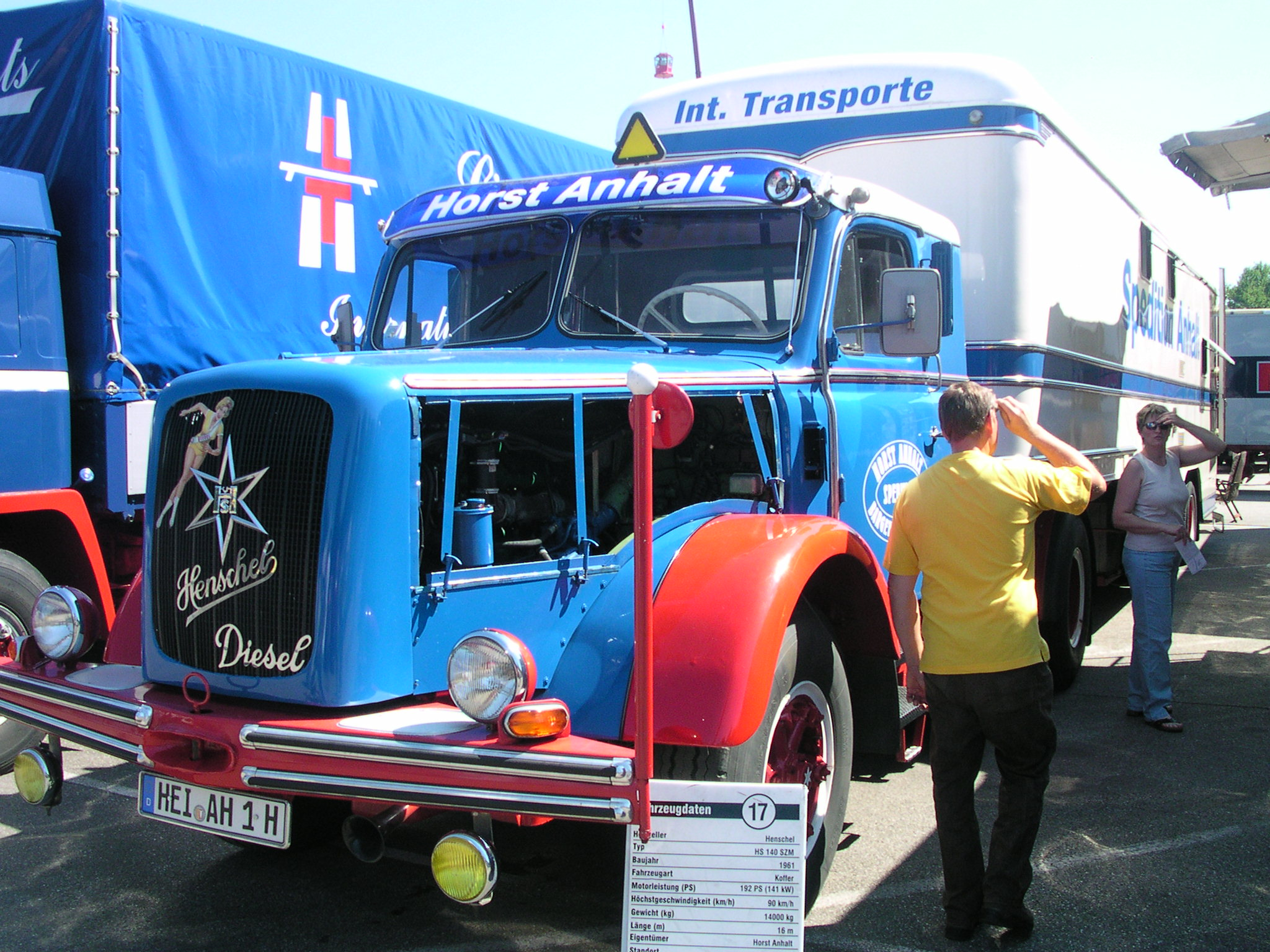
H140SZM型
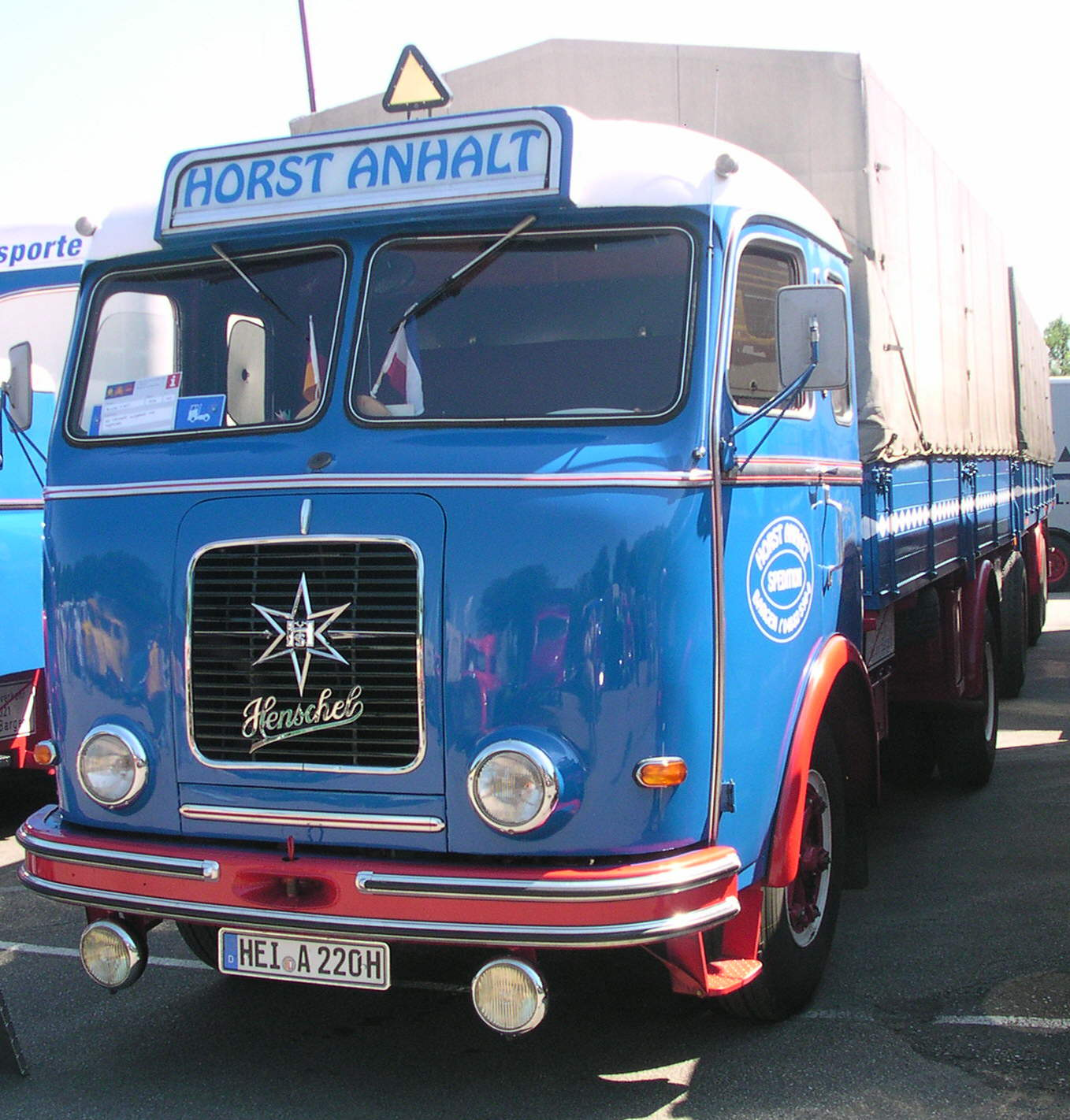
HS165型キャブオーバー車

1951年、HS100型が投入されトラックのラインアップが補強された。この短いボンネットを持ったモデルは、継続的な改良を行っていくファミリーの起点とされたが、1960年代終わりまでデザインがほとんど変更されなかった。エンジン出力は100馬力から始まり、生産終了までに140馬力まで強化された。

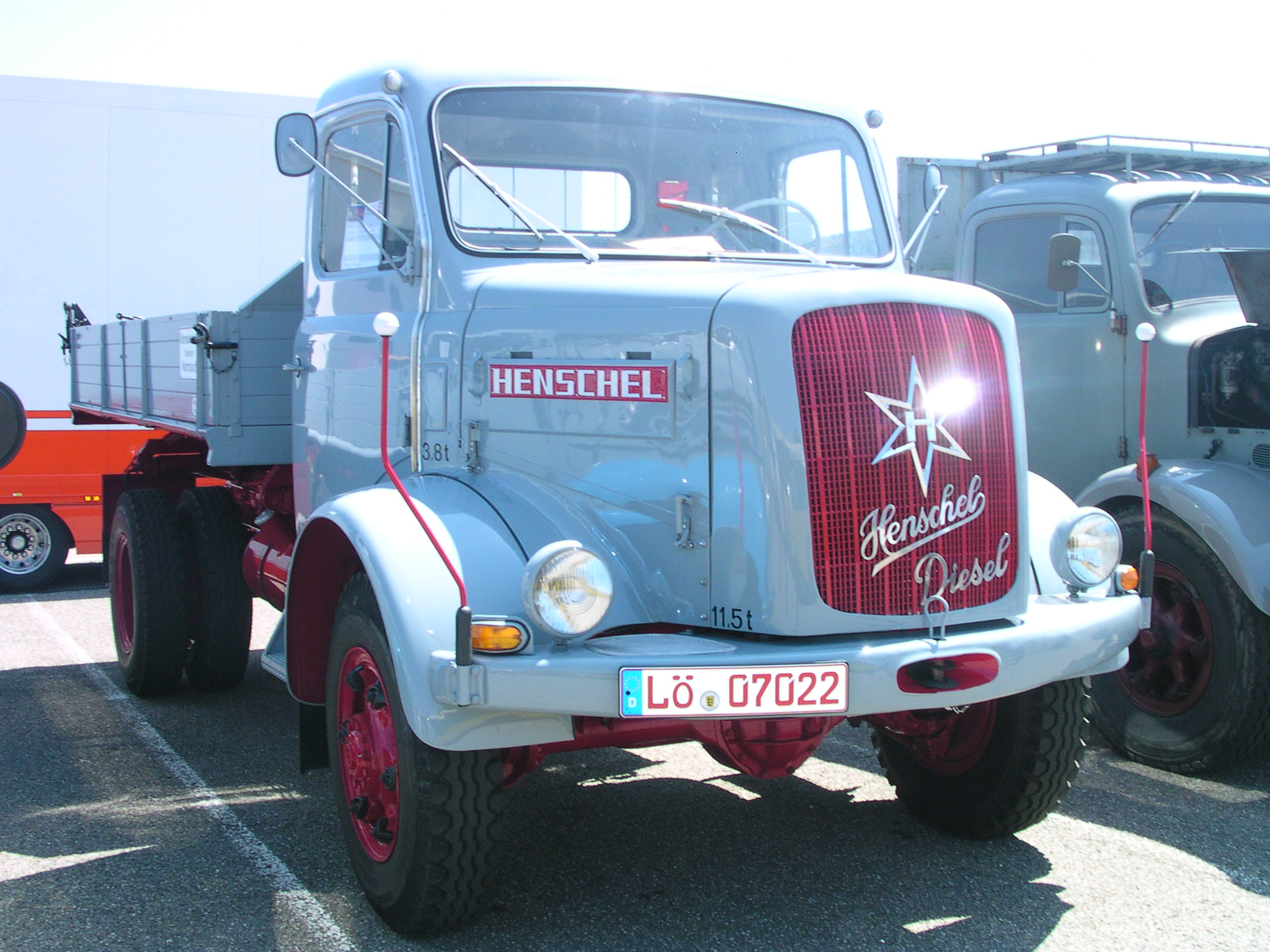
HS100AK型
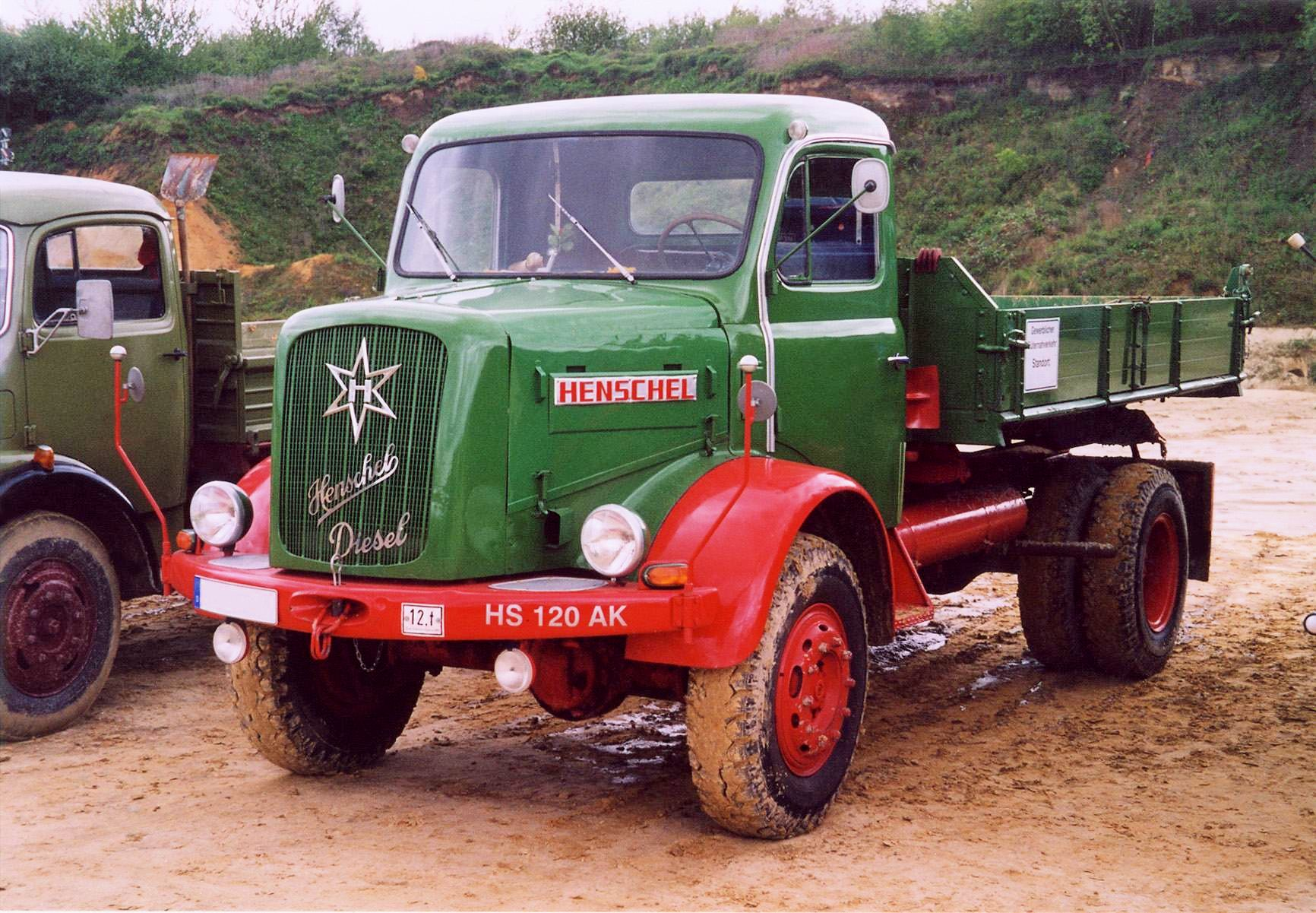
HS120AK型

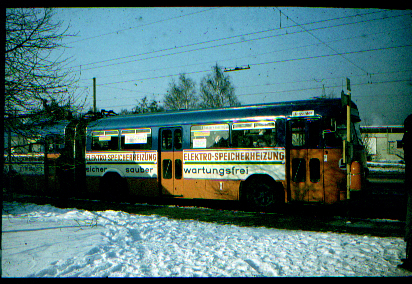
ヘンシェルのトロリーバス

1955年、極めて進歩的なキャブオーバーバスとしてモノコック構造のHS160USL型が登場した。このモデルは単一車体にも連節バスにも展開し、ディーゼルバス、トロリーバスともに販売で成功を収めた。後にプラットフォーム車両と呼ばれることになるモジュール工法が既に取り入れられており、車体にはアルミ合金を使用していた。このモデルの車両はわずかしか保存されておらず、その多くは連節ディーゼルバスのHS160USL G型とそのバリエーションである。これに加えてこのタイプのトロリーバスが3種類残っている。シュトゥットガルトに旧エスリンゲン（Esslingen）No.22、イースト・アングリア博物館（East Anglia Museum）に旧エスリンゲン No.23 - 旧バーデン＝バーデン No.231のHS160OSL型単車体トロリーバス、ザルツブルクに旧カプフェンベルク（Kapfenberg）、旧カイザースラウテルン、旧アーヘン、旧オスナブリュックのHS160OSL型連節トロリーバスが、ゾーリンゲンのトロリーバス博物館にHS160USL型単車体ディーゼルバスがそれぞれ保存されている。ヘンシェルのバス部門での著名な製品としては他にtype II 6500がある。

#### 新型トラックラインアップ

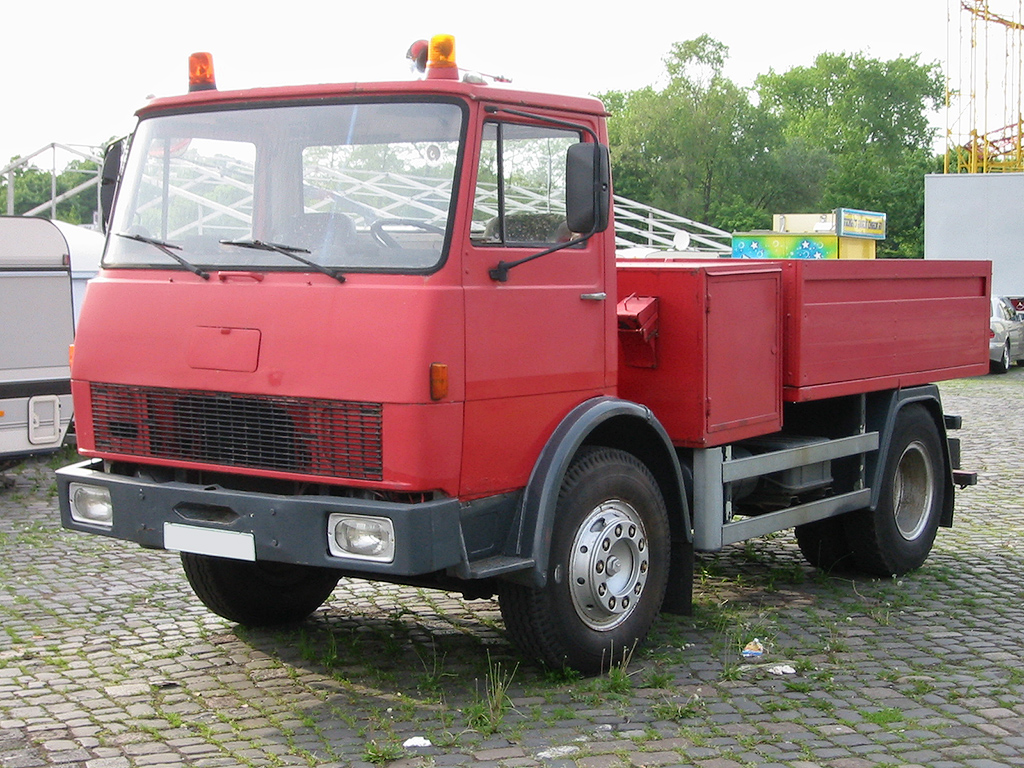
ヘンシェルの新型トラック、1969年からの最終生産モデル

1961年から大型トラックのラインアップが一新された。Louis Lucien Lepoixによる現代的な角ばったデザインが1950年代のデザインに取って代わった。同時にキャブオーバー型と同じ技術と設計を用いた新しいボンネット型の車両も登場し、ほぼ10年にわたって変更されずに時代遅れとなっていた古いモデルを置き換えた。新しいボンネット型とキャブオーバー型は大部分の部品が共通であり、生産とスペアパーツの管理の面で合理的であった。同時に新しい直噴エンジンが登場し、ラノヴァ方式の最後のエンジンを置き換えるとともに、低速時の牽引力ですぐに有名になった。この角ばった車体デザインの世代は1960年代を通じて何度かモデルチェンジされたが、基本的にヘンシェルによる製造の最後まで残った。建設機械用の車両としても用いられる中型キャブオーバーモデルの最終形態は1969年に登場した。

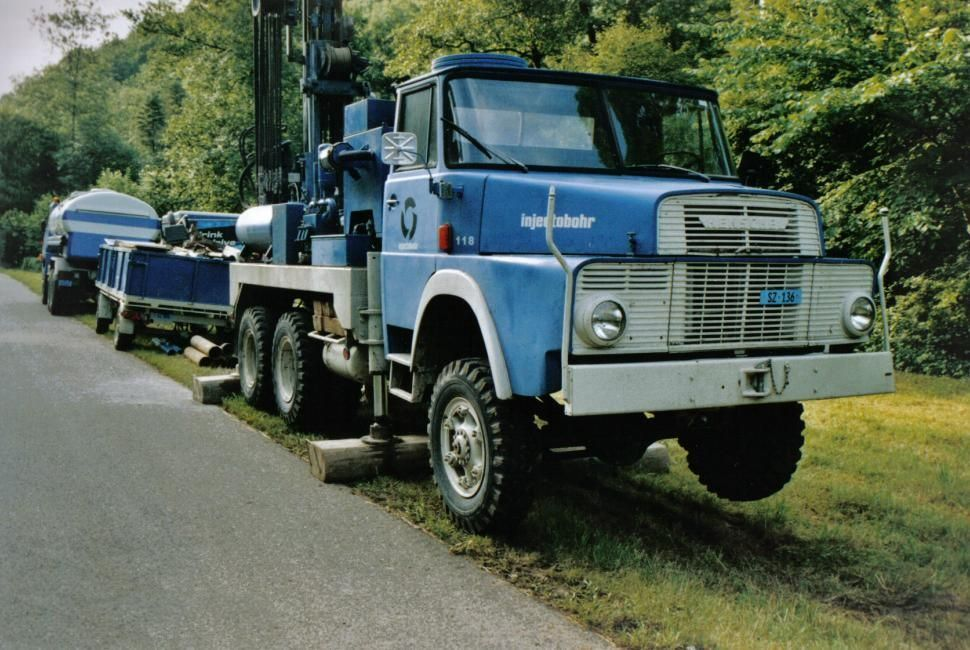
ボンネット型（1961年からの生産モデル）
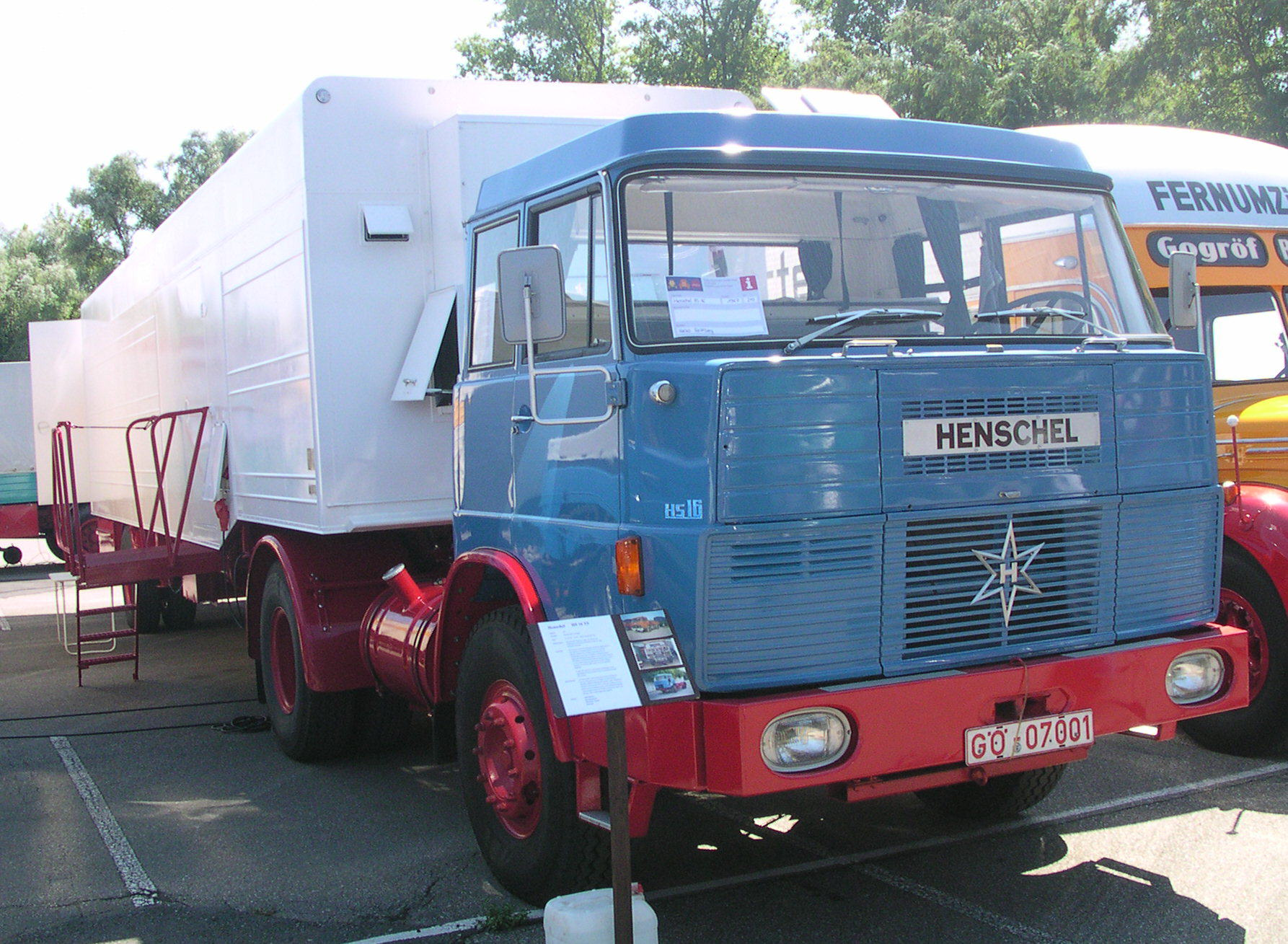
キャブオーバー型HS16TS（1961年からの生産モデル）
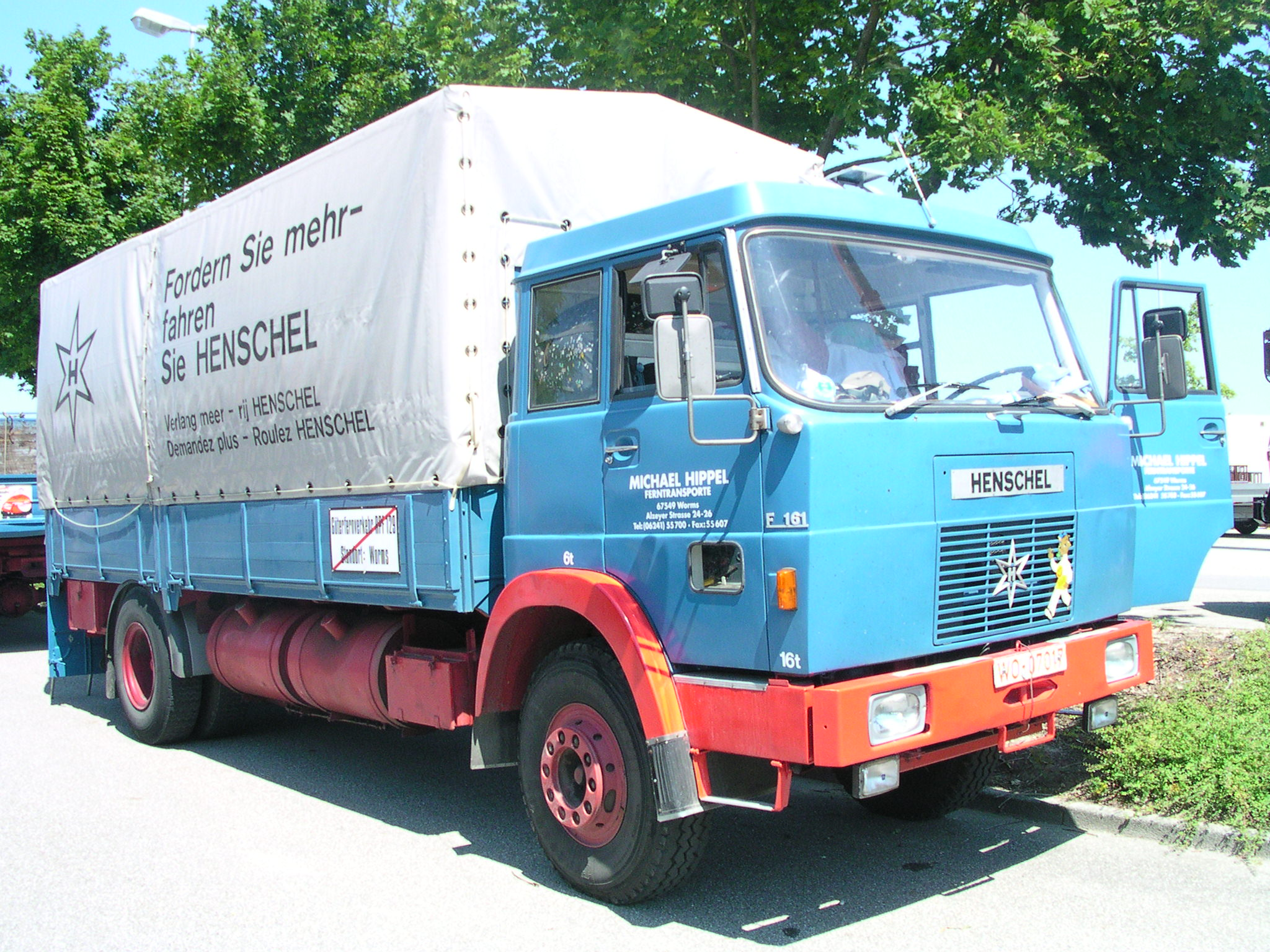
キャブオーバー型F161（平滑な前面と狭いラジエターカウリングを備えた1969年からの生産モデル）
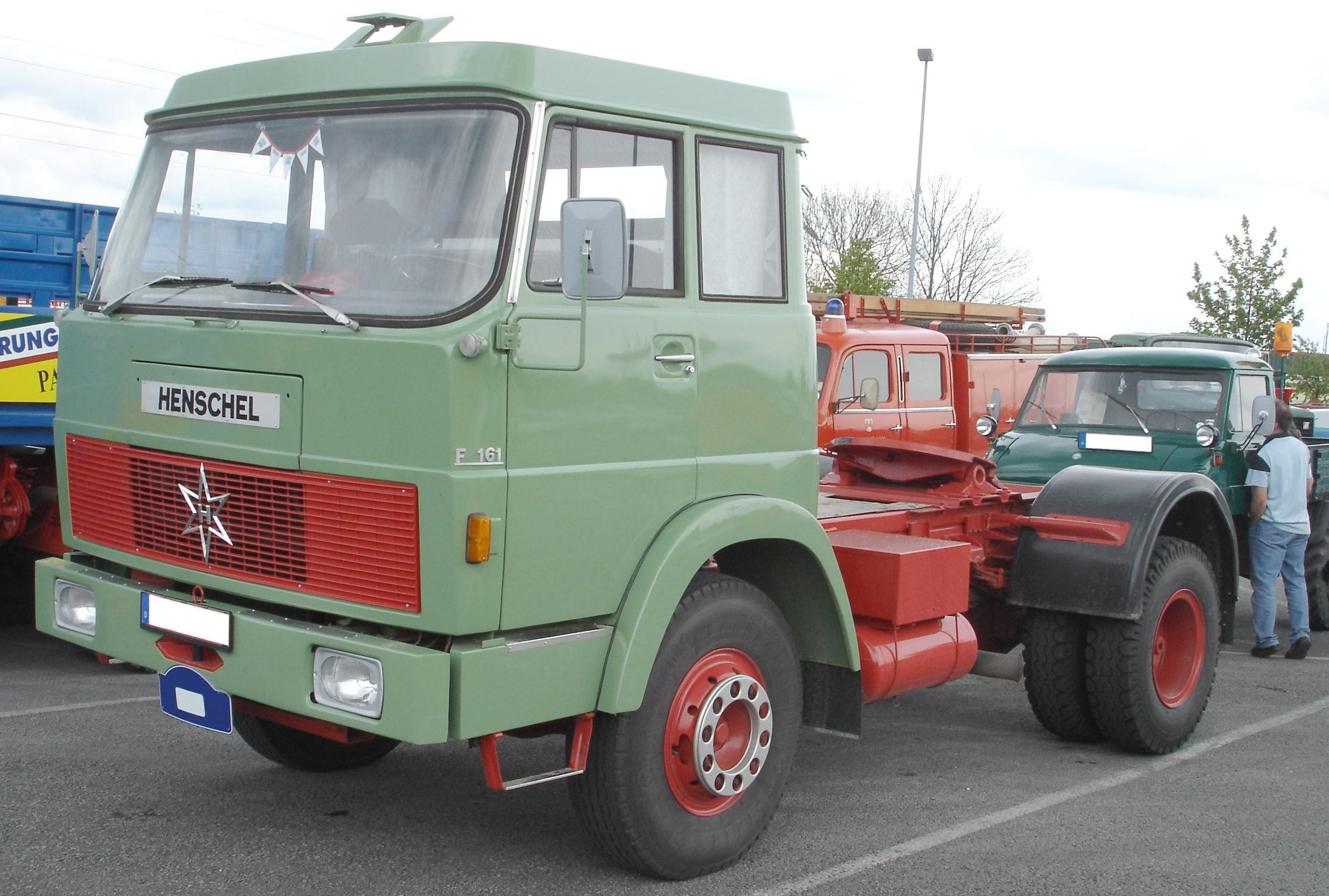
キャブオーバー型F161S（広いラジエターカウリングを備えた1971年からのモデル）

#### トラック製造の終了
ラインシュタールは1960年代終わりに商用車事業から撤退しようとした。クレックナー・フンボルト・ドゥーツとの間での、ヘンシェルとマギルス・ドゥーツ（Magirus-Deutz）の合併に関する協議が不調に終わった後、1952年に既にラインシュタールグループに買収されていたハノマーグとヘンシェルの商用車部門を1969年に合併させて、ハノマーグ・ヘンシェル自動車製作所（Hanomag-Henschel Fahrzeugwerke GmbH）が誕生した。新しい会社の本社は従来のハノマーグ本社のあったハノーファーにおかれた。ダイムラー・ベンツはまずこの会社の株式の半分を取得し、1970年にはさらに残り半分も買収した。それ以来、メルセデス・ベンツのディーゼルエンジン（BR8）がハノマーグ・ヘンシェルの車両に搭載されるようになった。ハノマーグ・ヘンシェルのブランドは1974年まで使われた後、ダイムラー・ベンツに置き換えられた。
1980年代初め、カッセルの工場でのトラック生産が終了した。それ以降は、ダイムラー・ベンツの商用車やトレーラーなど向けの車軸、ドライブシャフト、乗用車の差動装置（ディファレンシャルギア）などを製造している。

### 航空機

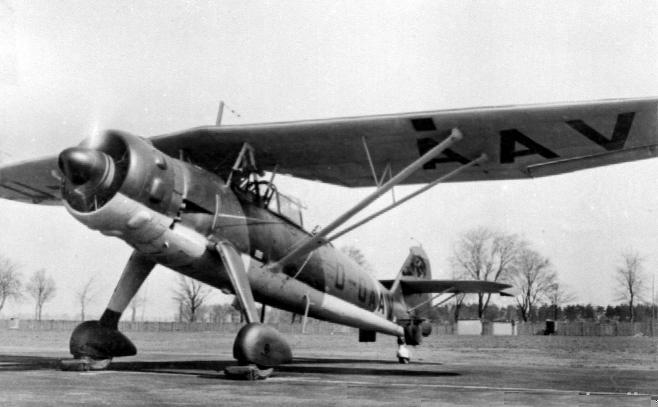
Hs 126

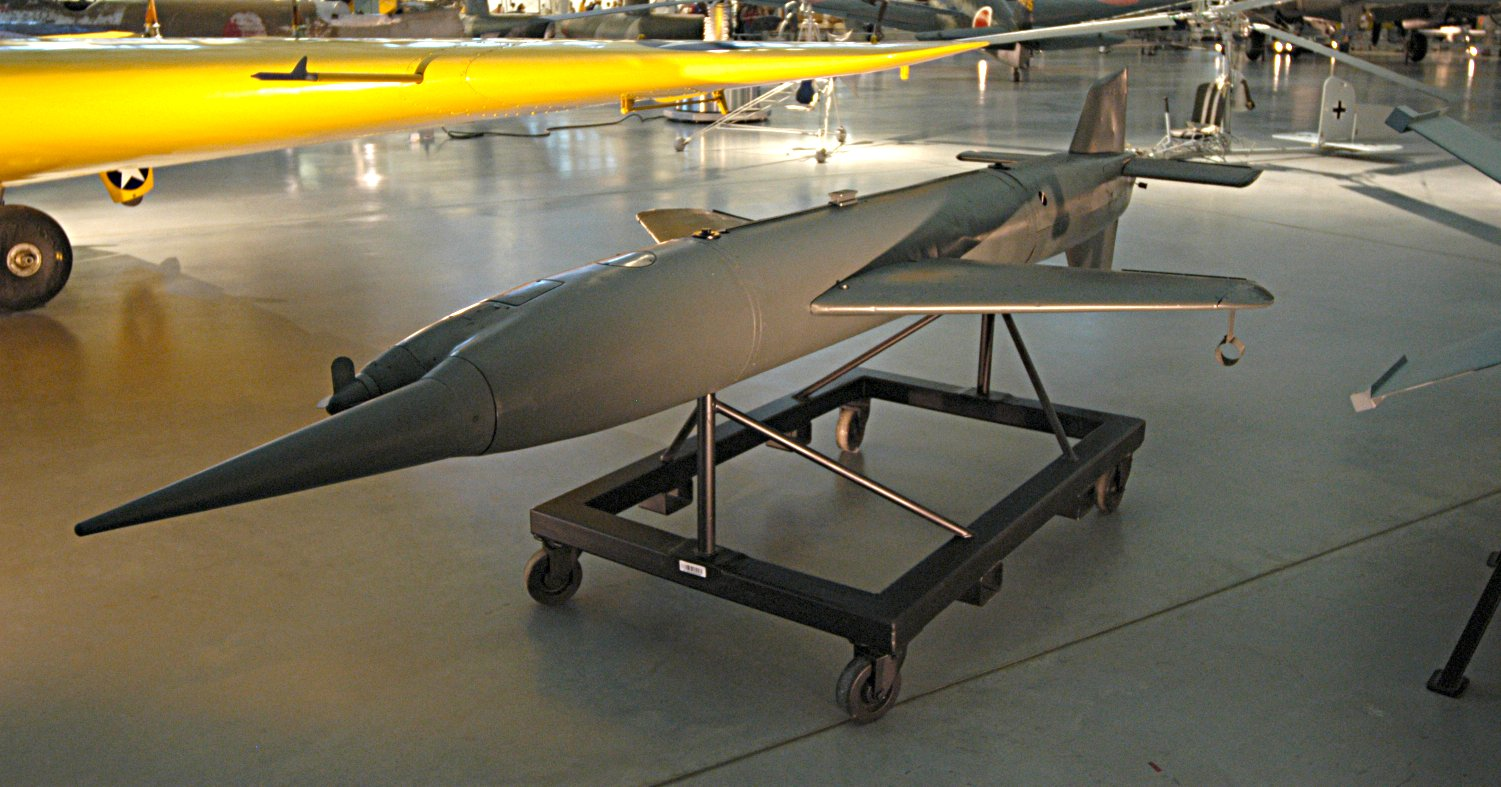
Hs 117「シュメッターリンク（Schmetterling、蝶）」

#### 1945年まで
1930年代初めから、ヘンシェルは航空機製造事業への進出を試み、ユンカース、アラド、バイエルン航空機製作所（Bayerische Flugzeugwerke、後のメッサーシュミット）、ロールバッハなどと参入に関する交渉を行ったが、不調に終わった。
エアハルト・ミルヒの推薦を受けて、ようやく1933年3月30日、カッセルにヘンシェル航空機製作所（Henschel Flugzeugwerke AG）が設立された。同年5月、ヘンシェルはアンビ社（Ambi）と共にベルリン・シェーネフェルト飛行場の場所を契約し、7月17日にはベルリン・ヨハニスタール飛行場に建物も建設した。最初の飛行機は、練習機Hs 121、練習機Hs 125であったが、どちらも試作に留まった。より小型のユンカースW 33が製造されている。
1934年10月、カール・フレデ（Karl Frede）からシェーネフェルトの騎士団領を国防上の見地から入手し、1936年までに航空機製作所の本社工場を建設した。当時技術者として入社したコンラート・ツーゼは膨大な手計算を負担に感じ、機械式計算機の開発に乗り出すため退社している。1936年に本社工場で最初の航空機、ライセンスを受けた24機のDo 23を製造した。同年、初めて成功を収めたヘンシェル製の航空機である、急降下爆撃機Hs 123が登場した。
航空機製造事業充足のため、1937年、シェーネフェルトにその当時のドイツで最大の金属製航空機に関する教育施設を設立した。1938年からは偵察機Hs 126の量産をヨハニスタール第2工場で開始した。また爆撃機Do 17、Ju 88のライセンス生産、戦闘機Bf 109の部品の生産も行われた。
1940年からミサイルの開発がF部門（Abteilung F）によって行われ、例えば誘導爆弾Hs 293、地対空ミサイルHs 117「シュメッターリンク（Schmetterling、蝶）」などが開発されている。
1944年の時点で、ヘンシェル航空機製作所はベルリンとカッセルに8つの主な事業所と17,100人の従業員を抱え、ヨーロッパの6つの都市に事務所を構えていた。国家総力戦の元に他にも生産拠点が置かれ、ラーフェンスブリュック強制収容所やノルトハウゼンのミッテルバウ＝ドーラ強制収容所などにも支所が配置された。
1945年4月22日、シェーネフェルトの生産工場は赤軍により空襲を受けて大きく破壊された。
ヘンシェル製の重要な航空機としては以下のようなものがある:
- Hs 123（急降下爆撃機）
- Hs 126（偵察機）
- Hs 129（双発地上攻撃機）

他にも量産には至らなかったもののいくらかの試作機が開発されている。

#### 1945年以降
1956年、ドイツ連邦軍のヘリコプター、SE3130 アルエットIIとシコルスキーS-58/H34のメンテナンスを行うために、カッセルに子会社としてヘンシェル航空機製作所（HFW: Henschel Flugzeugwerke AG）が設立された。ミッテルフェルト工場の場所に本社、航空機製作工場、格納庫やヘリコプター発着場があった。また、クルフト（Kruft）に支社をおいた。後に国境警備隊や警察用のヘリコプターの整備の仕事も受注し、カッセルの古い飛行場ヴァルダウ（Flugplatz Waldau）を入手してパイパー社のドイツにおける総代理店となった。この全盛期にヘンシェル航空機は450人の従業員を抱えていた。ヘリコプターの装備品に関する試験場などを建設している。
1970年、フェライニヒテ・フルークテヒニッシェ・ヴェルケ（Vereinigte Flugtechnische Werke、合同航空技術工場、フォッケウルフとヴェサーフルークの合併した会社）がヘンシェル航空機の支配権を握り、ヘンシェルは連邦軍のCH-53の部品のメンテナンスを請け負った。これらの工場は後に新しいカッセル・カルデン空港（Flughafen Kassel-Calden）に移転した。
現在はカルデンにおける事業は、ZF フリードリヒスハーフェン傘下のZF ルフトファールテヒニク（ZF Luftfahrtechnik）のヘリコプター部品製造・整備部門と、ユーロコプタードイツ傘下のヘリコプター製造部門、パイパー社の代理店部門に分割されている。クルフト・フンメリッヒにあった支所は1970年に閉鎖された。

### 装甲戦闘車両

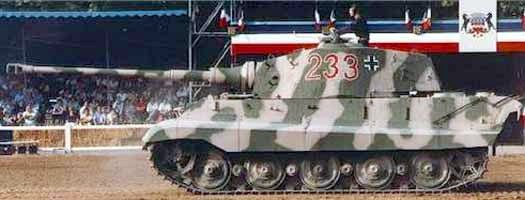
ティーガーII戦車

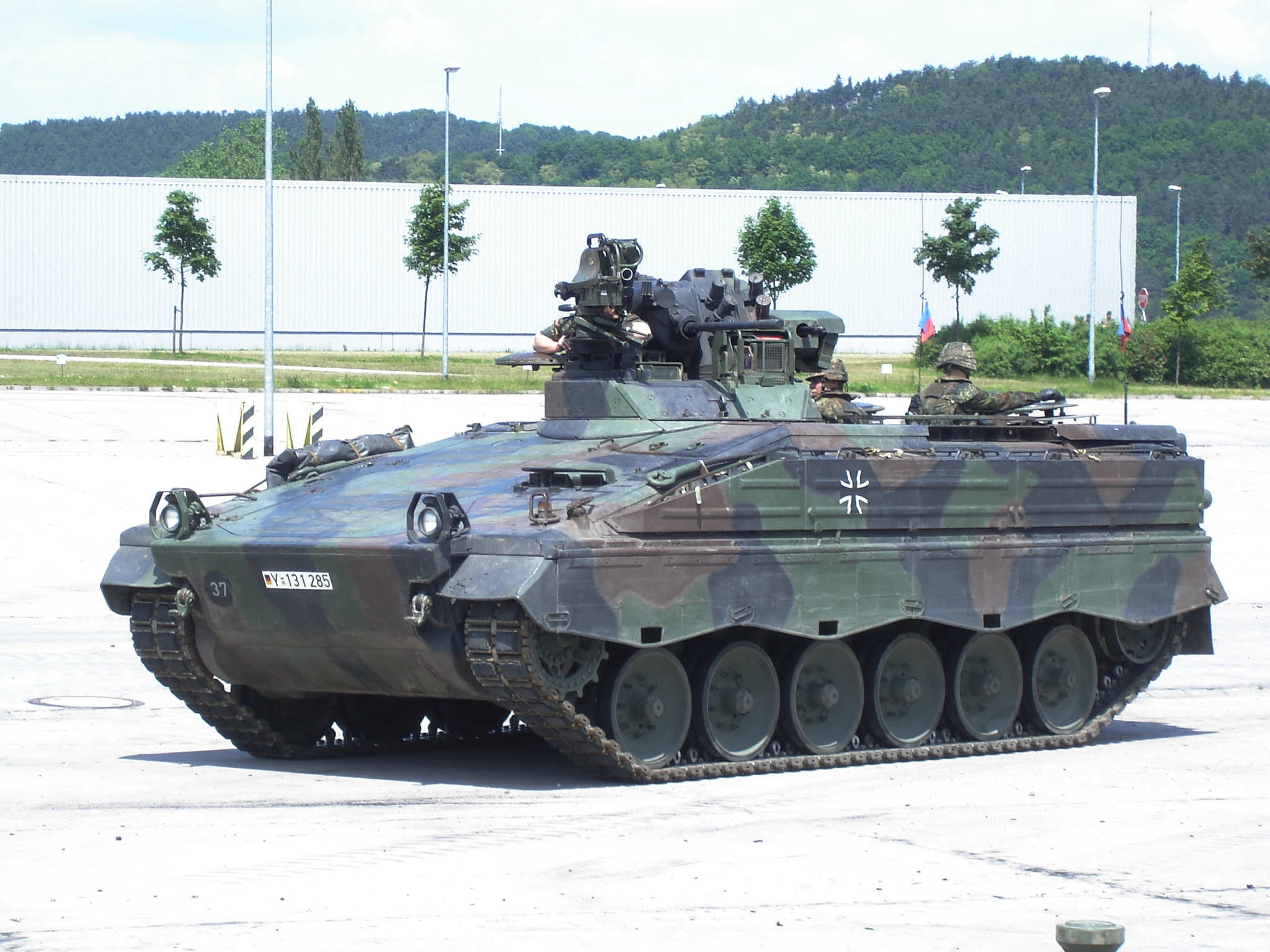
ドイツ連邦軍のマルダー歩兵戦闘車

1930年代後半のドイツ国防軍の再軍備とともに、ヘンシェルは兵器製造事業を開始した。ヘンシェルは当時のドイツで戦車および装甲戦闘車両の製造で重要な位置を占めていた。カッセルの戦車工場において、V号戦車パンター、ティーガーI、ティーガーIIなどを製造した。
第二次世界大戦の終了とともにヘンシェルにおける兵器製造も終了したが、ドイツ連邦軍の再軍備に伴いヘンシェルにおける製造は再開された。カノーネンヤークトパンツァー、ルクス装甲車、マルダー歩兵戦闘車など、いくつものプロジェクトに関わっている。レオパルト2戦車の開発にも参加したが、競合するクラウス＝マッファイに敗れている。ヘンシェルの兵器製造部門は1999年にラインメタルグループに買収された。

## 今日のヘンシェル
現在でもヘンシェルの名前を冠する企業が存在する。2003年にKEROがティッセンクルップからミシュテヒニク（Mischtechnik、混合技術）・ハントハーブンクステヒニク（Handhabungstechnik、取扱技術?）・アントリープステヒニク（Antriebstechnik、動力技術）の3部門を買収して独立した企業にした時に、ヘンシェルの名前と星のマークが使われた。ハントハーブンクステヒニク・アントリープステヒニクの部門は2006年に売却されて資本的・法的にも独立した企業となった。ハントハーブンクステヒニクはVFキャピタルにより、アントリープステヒニクはマネジメント・バイアウトにより独立している。
- ヘンシェル・アントリープステヒニク（Henschel Antriebstechnik）は伝統のあるトランスミッションや歯車を製造している
- ライメルト＝ヘンシェル・ミシュシステム（Reimelt-Henschel Mischsysteme）は、様々な混合・攪拌装置やそのためのノウハウの提供を行っている。
- ヘンシェル・インダストリーテヒニク・ハンドリングシステムス（Henschel Industrietechnik Handlings Systems）はマニピュレーターなどを中心製品としている。